# Mouffette rayée
Mephitis mephitis
Espèce
Statut de conservation UICN

 LC  : Préoccupation mineure
La mouffette rayée (Mephitis mephitis) est un mammifère omnivore de la famille des Mephitidae. Elle est l'une des dix espèces de mouffettes présentes en Amérique. Retrouvé presque partout en Amérique du Nord, incluant le nord du Mexique, c’est l’un des mammifères les plus connus au Canada et aux États-Unis. La mouffette est aussi connue sous le nom de bête puante par les francophones du Canada.

## Description

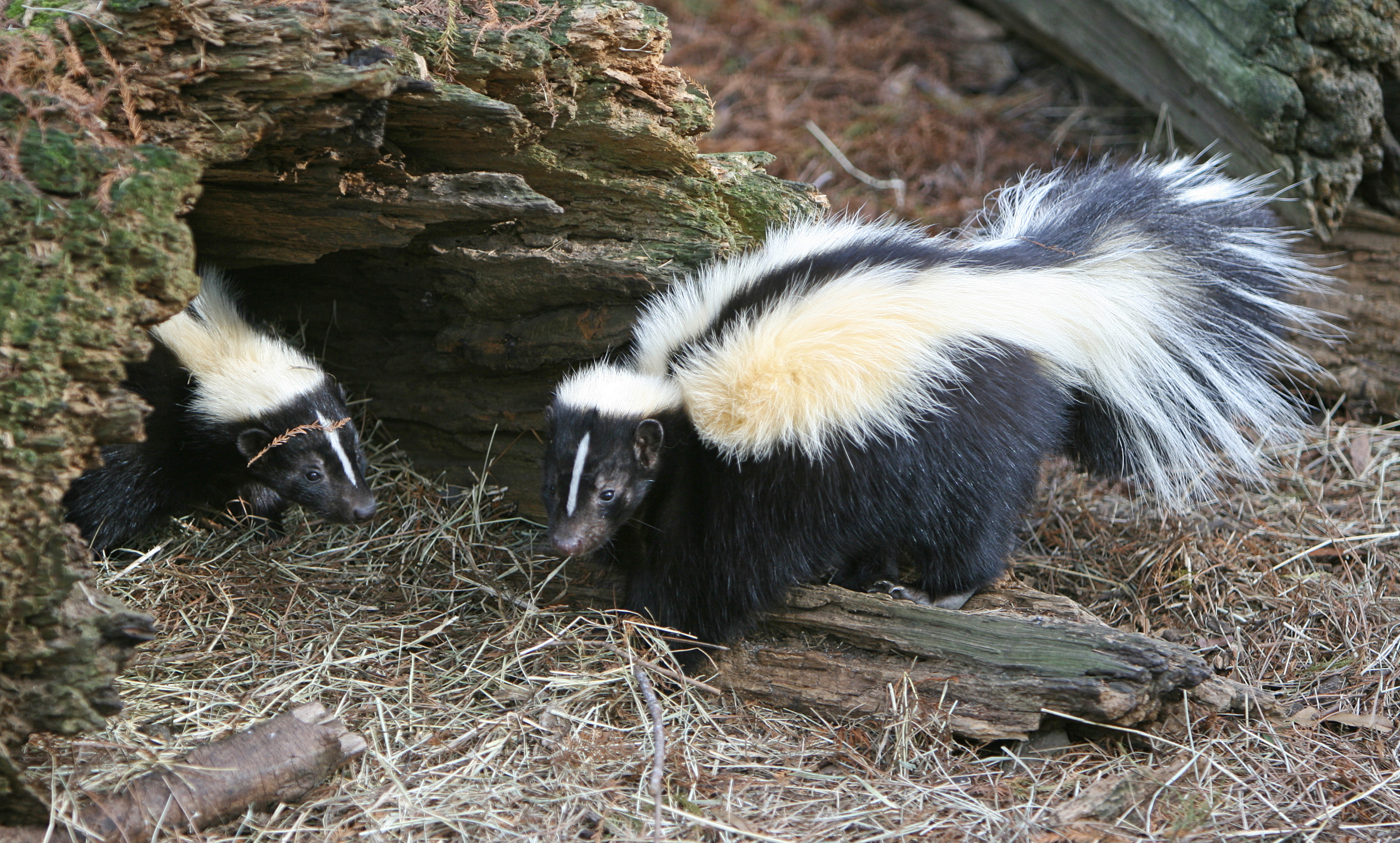
Deux mouffettes rayées.

La mouffette rayée a le corps noir avec une bande blanche de chaque côté du dos, se prolongeant au niveau de la queue. Les deux bandes s’unissent pour former une large tache blanche au niveau de la nuque et sur le dessus de la tête. Une fine ligne blanche orne le front de l'animal. De la grosseur d’un chat domestique, elle pèse entre 1,2 et 6,3 kilogrammes et mesure de 33 à 46 centimètres (sans la queue), 55 à 75 cm avec la queue. Cette dernière est fournie, mesure de 18 à 25 cm et son extrémité est quelquefois blanche.
Apparentée aux blaireaux, belettes et loutres, la mouffette rayée partage avec eux plusieurs caractéristiques, corps bas, solide et élancé. Cependant, elle peut vaporiser une substance toxique, ce qui n'est pas le cas des autres. Cette substance, un liquide, provient des glandes anales, situées sous la queue.

## Habitat et répartition

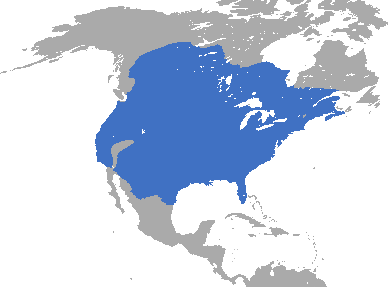
Répartition de la mouffette rayée.

Cette mouffette vit aussi bien dans les zones boisées que dans les terres cultivées et les zones urbaines. On la retrouve dans toute l'Amérique du Nord, du Canada jusqu'au nord du Mexique.

## Alimentation
La mouffette rayée est active au crépuscule. Cette espèce se nourrit de rongeurs, d'œufs, de charognes, d'insectes, d'invertébrés et de baies. Elle peut aussi se nourrir de miel. À l’aurore, elle retourne à son terrier, qui peut être creusé ou aménagé sous un bâtiment, un rocher ou un amas de pierres. Étant donné qu'elle vit presque partout, surtout proche de l'eau, elle peut rencontrer l'Homme et donc se nourrir de déchets ménagers.

## Comportement
La mouffette rayée utilise des terriers qu'elle creuse ou aménage à partir du terrier d'une autre espèce ou de structures comme des souches, des anfractuosités rocheuses, voire des bâtiments. Elle en tient plusieurs répartis dans son habitat[Quoi ?]. En hiver, dans les régions plus froides, la mouffette rayée se réfugie dans l'un de ses terriers pour dormir, vivant de ses réserves de graisse. Il lui arrive néanmoins de sortir par temps doux pour aller chercher de la nourriture. Généralement, un mâle passe l'hiver avec plusieurs femelles.
La mouffette rayée est bien connue pour l'odeur caractéristique de son musc. En effet, ses glandes anales sont bien développées et peuvent projeter un musc d'une odeur nauséabonde et tenace. Lorsqu'elle se sent menacée, la mouffette peut expulser cette substance à près de 6 m de distance. Avant d'utiliser son musc, elle donne plusieurs avertissements : elle grogne, elle gratte et piétine le sol et lève sa queue droite dans les airs pour avertir l'agresseur. En faisant ces actions, elle met en valeur le « V » blanc sur son dos, de la queue en pointant vers la tête. Si la menace persiste, elle va alors se retourner, se dresser sur ses pattes avant, puis vaporiser le liquide au visage du prédateur.

## Reproduction
L’accouplement a lieu en février ou mars et, après une gestation de 42 à 63 jours, la femelle donne naissance à une portée de cinq ou six jeunes au début mai. La mise-bas se fait dans une tanière ou un terrier sous une construction ou un arbre mort. Les jeunes sont aveugles à la naissance et suivent leur mère jusqu’à la fin juin, voire jusqu’en juillet. Ils deviennent indépendants au bout de 7 à 8 semaines.

## Prédateur
En raison de son musc, la mouffette rayée a peu de prédateurs. Son principal est le Grand-duc d'Amérique (Bubo virginianus), qui serait peu incommodé par l'odeur en raison de son odorat très peu développé. S'ils sont affamés, le Chien domestique, le Coyote, le Lynx roux et le Renard roux peuvent tout de même s'en nourrir.

## Classification

### Liste des sous-espèces
Selon Mammal Species of the World :
- Mephitis mephitis mephitis
- Mephitis mephitis avia
- Mephitis mephitis elongata
- Mephitis mephitis estor
- Mephitis mephitis holzneri
- Mephitis mephitis hudsonica
- Mephitis mephitis major
- Mephitis mephitis mesomelas
- Mephitis mephitis nigra
- Mephitis mephitis notata
- Mephitis mephitis occidentalis
- Mephitis mephitis spissigrada
- Mephitis mephitis varians

## La mouffette rayée et l'espèce humaine
La mouffette rayée est utile à l’être humain puisqu’elle consomme des rongeurs et des insectes. Les mouffettes peuvent être domestiquées comme animal de compagnie aux États-Unis (certains États), en Allemagne, aux Pays-Bas et en Italie.
Cet animal est apprécié dans la culture populaire où il a inspiré de très nombreux personnages du cinéma d'animation tels que :
- Fleur (Bambi, 1942) ;
- Pépé le putois (Looney Tunes, 1945) ;
- Little 'Tinker (en) (film de Tex Avery, 1948) ;
- Skunk (The Real Story of O Christmas Tree, 1992) ;
- Fifi Le Fume (Les Tiny Toons, 1992) ;
- Éloïse (Franklin, 1997-2004) ;
- Carlita (Barbie et le Lac des cygnes, 2003) ;
- Stella (Nos voisins, les hommes, 2006) ;
- Skunk (Skunk Fu!, 2007) ;
- Milo Skunk (Les Mystères d'Alfred, 2010) ;
- Mitzi (épisode Sue Syndrome, Saison 3, Épisode 23) et Pepper Mildred Clark (Littlest Pet Shop, 2012) ;
- Skinnet (Lego Legends of Chima : Le Voyage de Laval, 2015) ;
- Aningar (Vampire Skunk, 2015) ;
- (Saison 3/Épisode 072 La Moufette de La Pat' Patrouille, 2016) ;
- Sage Skunk (Enchantimals (en), 2017).
- Petunia (Happy Tree Friends)